# George Floyd
George Perry Floyd Jr. (14 tháng 10 năm 1973 – 25 tháng 5 năm 2020) là một người đàn ông Mỹ da đen bị ám sát trong một vụ bắt giữ, sau khi bị cáo buộc chuyển một tờ tiền giả 20 đô la ở Minneapolis. Sau khi bị bắt trong khi bị còng tay, Floyd bị đưa ra khỏi một chiếc xe cảnh sát, bị đè ra vỉa hè và bị hai nhân viên cảnh sát bắt giữ. Một sĩ quan cấp cao da trắng, Derek Chauvin, ghì trên cổ Floyd trong gần tám phút. Đây được cho là một vụ tấn công hình sự được chứng minh và dẫn đến tội giết người và tội ngộ sát đối với sĩ quan Chauvin. Sau khi Floyd qua đời, các cuộc biểu tình chống lại bạo lực, phân biệt chủng tộc của cảnh sát đối với người da đen nhanh chóng lan rộng khắp nước Mỹ và quốc tế.
Floyd lớn lên ở Houston, Texas. Floyd chơi bóng đá và bóng rổ trong suốt quãng thời gian học ở trường trung học và đại học. Floyd đã đảm nhận một số công việc, Floyd cũng là một nghệ sĩ hip hop và một người cố vấn trong cộng đồng tôn giáo của mình. Từ năm 1997 đến năm 2005, Floyd đã bị kết án với tám tội; vào năm 2009, Floyd đã thương lượng nhận mức án 4 năm tù về tội vụ cướp nghiêm trọng vào năm 2007. Năm 2014, Floyd chuyển đến khu vực Minneapolis, tìm việc làm tài xế xe tải và bảo vệ. Năm 2020, Floyd mất việc làm an ninh cho một hộp đêm trong đại dịch COVID-19.